# Simon van Milligen
Simon van Milligen (Rotterdam, Països Baixos, 14 de desembre de 1849 - 11 de març de 1929) fou un compositor alemany del Romanticisme.
Fou professor de música a Middelburg, organista de Groningen i director d'orquestra a Gouda. Després d'una estada a París, entrà de crític musical en un periòdic d'Amsterdam.
Va compondre les òperes Brinio i Darthula, una obra per a cor i orquestra titulada Snowa, cantates, una obertura de concert, etc.